# Пихње
Пихње (слч. Pichne) насељено је мјесто са административним статусом сеоске општине (слч. obec) у округу Сњина, у Прешовском крају, Словачка Република.

## Становништво
| Година:    | 1994. | 2004.   | 2014.   | 2024.   |
| ---------- | ----- | ------- | ------- | ------- |
| Број људи: | 555   | 554     | 571     | 547     |
| Разлика:   |       | -0,18 % | +3,06 % | -4,20 % |

| Година:    | 2023. | 2024.   |
| ---------- | ----- | ------- |
| Број људи: | 550   | 547     |
| Разлика:   |       | -0,54 % |

Према подацима о броју становника из 2024. године насеље је имало 547 становника.